# Joseph Avenol

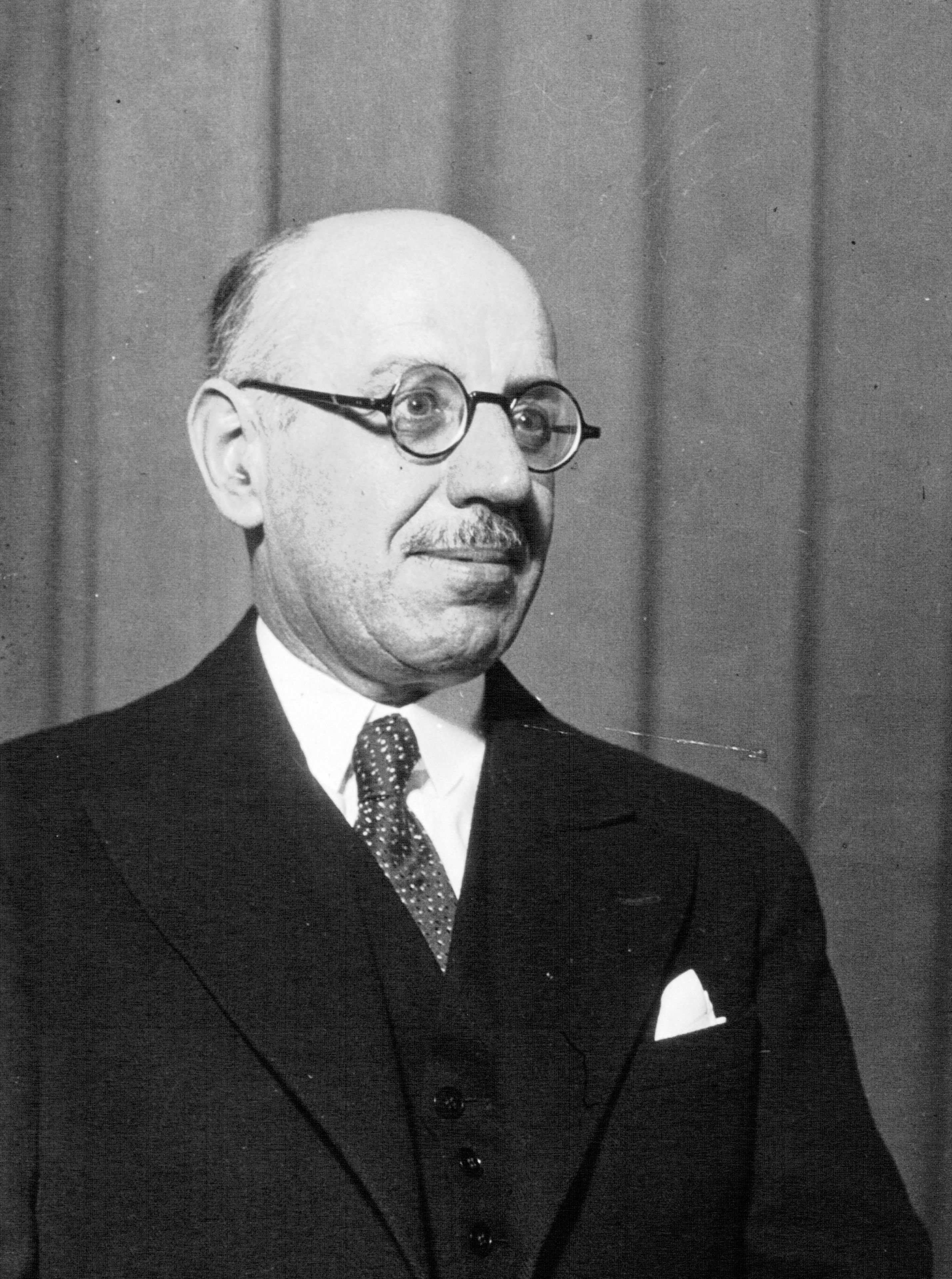
(1932)

Joseph Louis Anne Avenol, född 9 juni 1879, död 2 september 1951, var en fransk folkförbundspolitiker.
Avenol blev anställd vid den franska finansförvaltningen 1905 och generalinspektör för finanserna 1910. Han var 1916-23 finansiell regeringsdelegat i London och organiserade där under första världskriget i samarbete med brittiska myndigheter en mycket stor inköpscentral. 1920-23 var Avenol medlem av Nationernas förbunds finanskommitté och blev snart insatt även i andra delar Nationernas förbunds verksamhet. Han var förbundets biträdande generalsekreterare 1923-1933 och valdes i juli 1933 till generalsekreterare efter Eric Drummond. På denna post kvarstod han till 1940. Avenol gjorde sig känd som en trogen anhängare av folkförbundstanken och spelade en betydande roll inom diplomatin i Genève. Under andra världskriget bodde han kvar i Schweiz.